# Веспрем (гандбольный клуб)
Гандбольный клуб «Веспрем» (венг. Kézilabda club Veszprém) — венгерский мужской гандбольный клуб, основанный в 1977 году и поныне базирующийся в городе Веспрем. Многократный чемпион венгерского национального первенства, многократный обладатель Кубка Венгрии, 4-кратный финалист Лиги чемпионов ЕГФ, двукратный победитель Кубка обладателей Кубков ЕГФ, за свою историю был чемпионом многих турниров национального и международного уровня. В настоящее время является самым титулованным и самым знаменитым гандбольным клубом Венгрии.

## История
Клуб основан в 1977 году в городе Веспрем, хотя интенсивное его развитие началось только в 1981 году, когда резко возросло его финансирование, команда пробилась в высшую лигу венгерского чемпионата и сразу же в дебютном сезоне заняла здесь второе место. Год спустя игроки «Веспрема» получили бронзовые награды национального первенства и заняли второе место на Кубке Венгрии, ещё через год вновь были вторым в национальной лиге и вновь заняли второе место в кубковом турнире. Впервые обладателями кубка стали в 1984 году, тогда как в 1985 году впервые завоевали титул чемпионов страны. В общей сложности клуб 24 раза выигрывал мужской венгерский чемпионат и 24 раза завоёвывал Кубок Венгрии, являясь по этим показателям безоговорочным лидером страны и самым титулованным клубом за всю историю венгерского гандбола.
Первая победа на международном уровне была одержана «Веспремом» в 1990 году, когда он победил на Международном гандбольном турнире чемпионов Добоя. В 2002,2015 и 2016 годах клуб трижды доходил до финала Лиги чемпионов ЕГФ, самого престижного клубного турнира Европы, кроме того, трижды останавливался на стадии полуфиналов. «Веспрем» имеет в послужном списке две победы на Кубке обладателей Кубков ЕГФ (1992, 2008), также он дважды добирался до финала, чего не удавалось сделать ни одному другому венгерскому клубу. В 2002 и 2008 годах игроки веспремского клуба попадали в финал мужского Трофея чемпионов ЕГФ, в 2015 и 2016 годах побеждали в региональной СЕХА-лиге.
Начиная с 2008 года команда выступает на специально построенной для неё «Веспрем-арене», способной вмещать более пяти тысяч зрителей. В течение многих лет главными спонсорами клуба выступали компании MKB Bank и MVM Group, они являлись в том числе титульными спонсорами и отражались в названии команды. Летом 2015 года MKB Bank прекратил сотрудничество с клубом, решив сконцентрироваться на финансировании молодых команд, поэтому в настоящее время главным спонсором остаётся только MVM Group.

## Титулы и достижения
Чемпионат Венгрии

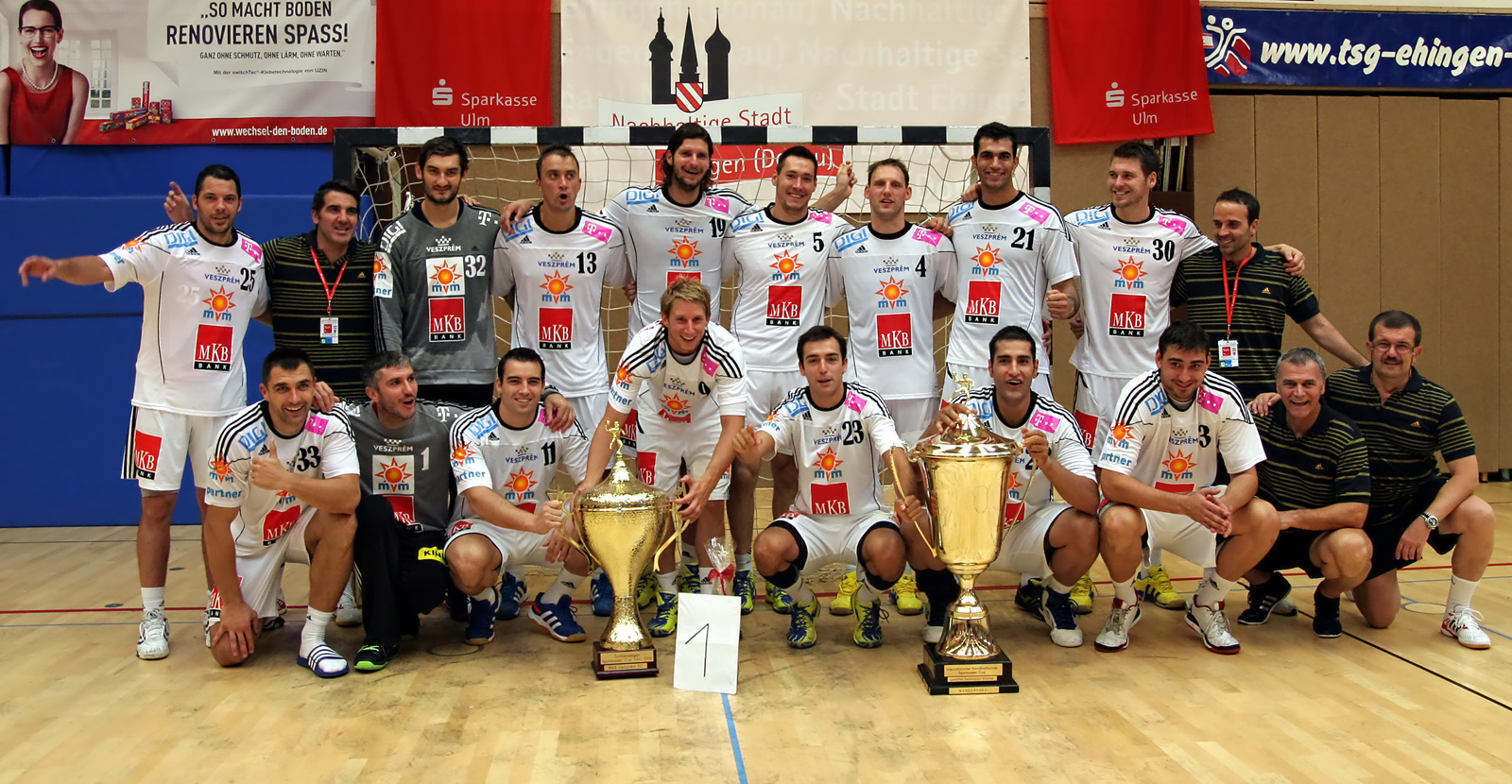
Игроки «Веспрема» в 2013 году на турнире в Германии

- Чемпион (28 раз — рекорд): 1985, 1986, 1992, 1993, 1994, 1995, 1997, 1998, 1999, 2001, 2002, 2003, 2004, 2005, 2006, 2008, 2009, 2010, 2011, 2012, 2013, 2014, 2015, 2016, 2017, 2019, 2023, 2024, 2025
- Второе место (12 раз): 1981, 1983, 1987, 1989, 1990, 1991, 1996, 2000, 2007, 2018, 2021, 2022
- Третье место (2 раз): 1982, 1984

Кубок Венгрии
- Победитель (31 раз — рекорд): 1984, 1988, 1989, 1990, 1991, 1992, 1994, 1995, 1996, 1998, 1999, 2000, 2002, 2003, 2004, 2005, 2007, 2009, 2010, 2011, 2012, 2013, 2014, 2015, 2016, 2017, 2018, 2021, 2022, 2023, 2024
- Второе место (11 раз): 1982, 1983, 1986, 1987, 1993, 1997, 2001, 2006, 2008, 2019, 2025

Лига чемпионов ЕГФ
- Финалист (4 раза): 2002, 2015, 2016, 2019
- Полуфиналист: 2003, 2006, 2014

Кубок обладателей Кубков
- Победитель (2 раза): 1992, 2008
- Финалист (2 раза): 1993, 1997

SEHA League
- Победитель (5 раз — рекорд вместе с «Вардаром»): 2014/15, 2015/16, 2019/20, 2020/21, 2021/22
- Финалист (1 раз): 2016/17

## Главные тренеры
- Аттила Йос (1991–1995)
- Здравко Зовко (2000–2007)
- Лайош Мочаи (2007–2012)
- Антонио Карлос Ортега (2012–2015)
- Хавьер Сабате (2015–2017)
- Любомир Враньеш (2017–2018)
- Давид Давис (2018–2021)
- Момир Илич (2021–2024)
- Хавьер Паскуаль (2024–н. в.)